# Palmarès del Club Atlético Vélez Sarsfield
Il Club Atlético Vélez Sarsfield, noto semplicemente come Vélez Sarsfield o Vélez, è una società polisportiva con sede a Liniers, sobborgo di Buenos Aires. È famosa soprattutto per la sua sezione calcistica.
Il primo titolo nazionale vinto dal Vélez risale al 1968, ma a partire da quell'anno iniziò un periodo lunghissimo senza vittorie durato ben 25 anni. Finalmente, nel 1993, il digiuno di vittorie finì riuscendo a vincere il campionato di Clausura 1993. Gli anni '90 sono stati per il Vélez il periodo più ricco di vittorie della sua storia: in questo decennio vinse ben 4 dei 10 campionati del suo palmarès e 5 titoli internazionali (fra cui la "doppietta" Coppa Libertadores-Coppa Intercontinentale nel 1994, dove sconfisse rispettivamente i brasiliani del San Paolo e gli italiani del Milan).

## Competizioni nazionali
- Campionato argentino: 11

Torneo Nacional: 1
1968
Torneo Apertura: 1
1995
Torneo Clausura: 6
1993, 1996, 1998, 2005, 2009, 2011
Torneo Inicial: 1
2012
Primera División: 2
2012-2013, 2024
- Supercopa Argentina: 1

2013
- Primera B Nacional: 1

1943
- Supercopa Internacional: 1

2024

## Competizioni internazionali
- Coppa Libertadores: 1

1994
- Coppa Intercontinentale: 1

1994
- Coppa Interamericana: 1

1995
- Supercoppa Sudamericana: 1

1996
- Recopa Sudamericana: 1

1997

## Altri piazzamenti
- Campionato argentino:

Secondo posto: 1919 (AAm), 1953, Metropolitano 1971, Nacional 1981, Apertura 1993, Apertura 2004, Apertura 2010
Terzo posto: 1965, Nacional 1967, Nacional 1974, Metropolitano 1977, Metropolitano 1979, Apertura 1990, Clausura 1992, Apertura 1994, Clausura 1995, Clausura 2003, Apertura 2005, Apertura 2011, Clausura 2012, Inicial 2013, 2019-2020
- Copa Argentina:

Finalista: 1970-1971, 2024
- Copa de la Liga Profesional:

Finalista: 2024
- Coppa Libertadores:

Semifinalista: 1980, 2011, 2022
- Coppa Sudamericana:

Semifinalista: 2005, 2011, 2020
- Recopa Sudamericana:

Finalista: 1995
- Trofeo de Campeones de la Liga Profesional:

Finalista: 2024